# 木俣神

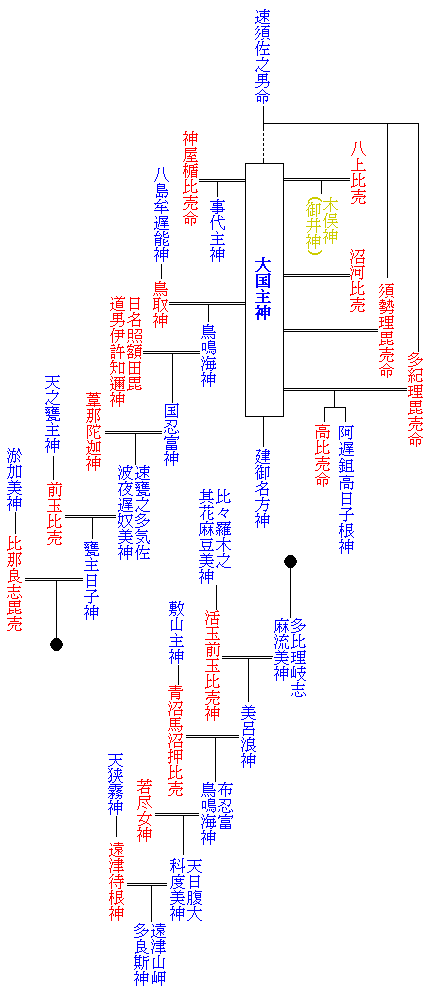
大国主の系図（古事記による）。青は男神、赤は女神、黄は性別不詳

木俣神（きまたのかみ、きのまたのかみ、このまたのかみ）は日本神話の中で、大穴牟遅神が因幡の八上比売に生ませた神。
八上比売は大穴牟遅神の最初の妻であったが、須勢理毘売を正妻に迎えたため、これを恐れ、子を木の俣に刺し挟んで実家に帰ってしまった。そのため、その子を名づけて木俣神という。またの名を御井神（みいのかみ）という。
『古事記』では性別不詳であるが、祭神としている各神社の社伝では、大穴牟遅神の長男としている例が多い。一般的に木の神、水神、安産の神として崇敬されている。

## 主な神社
- 御井神社（島根県出雲市）
- 御井神社（兵庫県養父市）
- 御井神社（奈良県宇陀市）
- 津田神社（三重県多気町）
- 五百井神社（滋賀県栗東市）
- 気多若宮神社（岐阜県飛騨市）
- 御井神社（岐阜県各務原市）
- 御井神社（岐阜県養老郡養老町）
- 大井神社（京都府亀岡市）